# 善 (佛教)
善（kuśala），又譯善巧、福、利、賢、方便等，佛教術語，意為好的、善的、增長、改善、有利益的，用來形容能帶來利益、好處的事物或行為。大眾部認為一切事物皆有善、惡兩種特性，而說一切有部將一切事物分為善、惡與無記三種特性，其中，善被稱為白法、白淨法、清淨法等，指能帶來正面結果的特性。阿毘達磨中，將善定義為一切能能善心所相應的行為、思想。

## 字源
在梵文中，善（kuśala）是一個形容詞，字面意義是順益、增益、改善等，其意義不單只是指好的（good），而是有巧妙的（skilful）意思在，善巧（kauśalya）這個字也是來自這個字根。抽象化之後形成名詞kosalla，因為善巧需要智慧，這個名詞也被當成是智慧的同義詞。
善的反義字為不善（akusala），或是惡（papāka），在佛教中，善是指順著正確道理、隨順正法的事物，而惡是指違反正確道理的。《俱舍論》以能否帶來安穩的業，能否得涅槃，能否停息苦，作為善與不善的區別。《成唯識論》以能否為現世及來世帶來好處，來區分善與不善。

## 分類

### 瑜伽行唯識派
《瑜伽師地論》卷三有云：謂諸善法，或立一種。由無罪義故。或立二種。謂生得善及方便善。或立三種。謂自性善、相應善、等起善。或立四種。謂順福分善、順解脫分善、順決擇分善，及無漏善。或立五種。謂施性善、戒性善、修性善、愛果善、離繫果善。或立六種。謂善色、受、想、行、識，及擇滅。或立七種。謂念住所攝善、正勤所攝善、神足所攝善、根所攝善、力所攝善、覺支所攝善、道支所攝善。或立八種。謂起迎、合掌、問訊、禮敬業所攝善，讚彼妙說、稱揚實德所攝善，供承病者所攝善，敬事師長所攝善，隨喜所攝善，勸請所攝善，迴向所攝善，修無量所攝善。或立九種。謂方便、無間、解脫、勝進道所攝善，及軟、中、上、世、出世道所攝善。或立十種。謂有依善、無依善、聞所生善、思所生善、律儀所攝善、非律儀非不律儀所攝善、根本眷屬所攝善、聲聞乘所攝善、獨覺乘所攝善、大乘所攝善。又立十種。謂欲界繫善；初、二、三、四靜慮繫善；空無邊處、識無邊處、無所有處、非想非非想處繫善；無漏所攝善。又有十種。謂十善業道。又有十種。謂無學正見，乃至正解脫、正智。
又有十種。謂能感八福生，及轉輪王善，及趣不動善。
如是等類，諸善差別。
略說善有二種義。謂取愛果義，善了知事及彼果義。